# Wusterwitz
För andra betydelser, se Wusterwitz (olika betydelser).
Wusterwitz är en kommun och ort i östra Tyskland, belägen i Landkreis Potsdam-Mittelmark i förbundslandet Brandenburg, omkring 10 km väster om Brandenburg an der Havel. Kommunen är huvudort i kommunalförbundet Amt Wusterwitz, där även kommunerna Rosenau och Bensdorf ingår.
Wusterwitz gavs 1159 stadsrättigheter av biskopen av Magdeburg, med rätt att anordna marknad. Trots detta nådde orten aldrig någon större storlek och förblev en lantlig by. Orten hette från omkring 1400 till år 1952 Groß Wusterwitz, men bytte i samband med DDR:s förvaltningsreformer namn till Wusterwitz.
Orten har en järnvägsstation på sträckan Berlin-Magdeburg, som trafikeras med regionaltåg.